# Depressione mediterranea

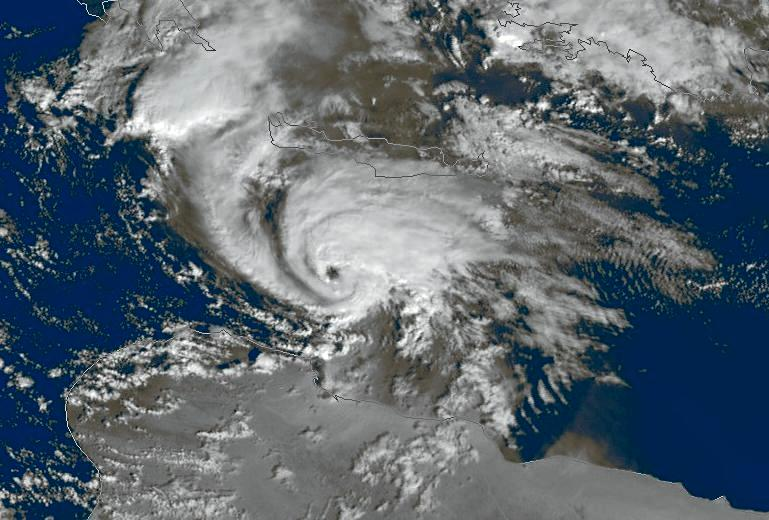
Il ciclone Zeo del dicembre 2005. Durante la sua formazione, a sud di Creta, ha provocato sull'isola venti temporaleschi, alluvioni, danni e vittime.

La depressione mediterranea è un'area di bassa pressione che si instaura nel bacino del Mediterraneo. Le situazioni Vb si verificano di solito dalla primavera all'autunno, ma in linea di principio possono verificarsi in qualsiasi momento dell'anno e, con solo pochi eventi all'anno, sono tra le situazioni meteorologiche più rare in Europa (annualità circa 2,3).

## Ciclogenesi
Molte delle depressioni mediterranee sono saccature mobili che tendono a formarsi in presenza di elevata baroclinicità tra media e bassa troposfera.
Generalmente, la loro formazione è dovuta a fenomeni di ciclogenesi secondaria, per una serie di interazioni tra la circolazione delle masse d'aria, le caratteristiche orografiche di un determinato territorio e la temperatura del mare. Nella maggior parte dei casi, la loro formazione avviene in luoghi ben definiti e, nel loro movimento, tali aree depressionarie tendono a seguire traiettorie preferenziali piuttosto precise.
La ciclogenesi avviene, generalmente, sottovento a grandi catene montuose, oppure per interazione tra l'aria più o meno fredda ed umida, che riesce ad entrare nel bacino del Mediterraneo attraverso una delle cosiddette porta, e la temperatura del mare sensibilmente più elevata, in presenza di particolari contesti orografici.

### Tipi di depressione
- Depressione delle Baleari: si forma sottovento ai Pirenei, in prossimità delle omonime isole, per effetto dell'aria umida atlantica, più o meno fredda, che entra nel Mediterraneo attraverso la cosiddetta Porta dell'Ebro.
- Depressione del Golfo del Leone: si forma sull'omonimo golfo per effetto dell'aria umida atlantica che entra nel Mediterraneo attraverso la cosiddetta Porta di Carcassonne.
- Depressione ligure: depressione mediterranea che si forma e tende a stazionare sul Mar Ligure, dinanzi al golfo di Genova, per effetto dell'aria fredda e umida che entra dalla Porta del Rodano.
- Depressione tirrenica: si forma nel basso Tirreno, sottovento all'Appennino centro-meridionale, a seguito di un afflusso di aria fredda da nord-est o da est che, superata la dorsale appenninica, raggiunge le coste tirreniche dell'Italia meridionale.
- Depressione adriatica: si forma nell'Adriatico centro-settentrionale, a seguito di un afflusso di aria fredda attraverso la Porta della Bora.
- Depressione sahariana: si forma sottovento all'Atlante, per afflusso di aria fresca e umida di origine atlantica che si insinua verso l'entroterra nordafricano.
- Depressione del Mar Ionio: si forma tipicamente per effetto di discese di aria fredda di origine continentale dai Balcani e dalla Russia. Può evolvere verso forme di ciclone mediterraneo.

A volte il mediterraneo è sede di piccoli cicloni tropicali detti cicloni mediterranei con tanto di occhio che si formano nei primi mesi autunnali col contrasto di masse d'aria a caratteristiche molto diverse in termini di temperatura e umidità unita ad alte temperature dell'acqua in superficie (SST). Ciò ovviamente avviene con maggiore probabilità al di sotto di certe latitudini (es. Mar di Sicilia, Mar Ionio, basso Tirreno).